# ヘンリーヘンリーズ
ヘンリーヘンリーズは、2009年に結成された日本のロックバンドである。2017年に解散した。

## 略歴
- 2009年
  - 小学校から同級生の村瀬みなと(Vo./Gt.)、林大夢(Gt.)、波多野純(Ba.)に、中学校で出会ったタムタム(Dr.)が加わり結成。
  - 11月 下北沢Daisy Barにて初ライブ。
- 2014年
  - 3月 - 波多野純(Ba.)脱退[1]。
  - 4月 - 飯村"Hammy"広(Ba.)加入。
- 2017年
  - 3月26日 - 新宿紅布でのワンマンライブをもって解散。
  - 4月からボーカリストの村瀬みなとはソロプロジェクト ハイエナカーを始動させた[2]。

## メンバー
出典は、“ヘンリーヘンリーズ PROFILE”. 2021年1月22日閲覧。。
- 飯村"Hammy"広 (Ba)
ニューヨーク州出身、1994年4月3日生まれ、趣味 / 好きなもの：サッカー、運動、じゃがたら、ポテト、タートルネック、ファンク、レゲエ
- 村瀬 みなと (Vo/Gt)、
東京都出身、1994年4月3日生まれ、趣味 / 好きなもの：散歩、ちまき、切り干し大根、家、猫、生クリーム、コーラ
- タムタム (Dr)
福島県出身、1994年7月27日生まれ、趣味 / 好きなもの：本、おいしい食べ物、アニメ、ラジオ、カラス
- 林 大夢  (Gt)
東京育ち、1994年6月6日生まれ、趣味 / 好きなもの：読書、ダウンタウン、高須光聖、板尾創路、わさび(おかず)

## ディスコグラフィ

### アルバム
- 1st ヘンリーズ革命、後の 2011年6月15日[3]
- 2nd ポップンブルース 2013年1月23日 「ポップンブルース」「ソファー」のMVは映像作家の青木亮二によるもの[4]
- 3rd サウンド オン サウンド 2015年8月5日

## ライブ

### ワンマンライブ・主催イベント
2011年
7月10日　ヘンリーヘンリーズ 1st ALBUM「ヘンリーズ革命、後の」レコ発ライヴ!!!＜安定と爆発＞＠新宿紅布 ※THE 抱きしめるズ/ザ・ビートモーターズ
2013年
2月11日　ヘンリーヘンリーズ 2nd ALBUM「ポップンブルース」レコ発ライヴ!!!＜安定と爆発 vol.2＞＠新宿紅布
2014年
3月8日　ヘンリーヘンリーズ企画ワンマン＜安定と爆発 vol.5＞＠新宿紅布
2015年
9月4日　ヘンリーヘンリーズ 3rd ALBUM「サウンド オン サウンド」レコ発ライヴ!!!＜安定と爆発 vol.7＞＠新宿紅布
2016年
10月14日 『ヘンリーヘンリーズ企画 安定と爆発Vol.8』＠下北沢ベースメントバー　出演:ヘンリーヘンリーズ/ゴールデンローファーズ/木村太郎(東京パピーズ)/AGU
2017年
3月26日 【安定と爆発.FINAL】＠新宿紅布

### 出演フェス・イベント
2010年
8月20日　AOMORI ROCK FESTIVAL '10 DAY1
2011年
1月8日 「スプートニクラボ新年会2011」＠新宿紅布 ※OKAMOTO'S/日本マドンナ // DJ : ぶどう from OKAMOTO'S/越川和磨(毛皮のマリーズ)
2月13日 「日本マドンナ「月経前症候群 ～PMS～」レコハツ記念ライブ!!!＠新宿紅布 ※THE 抱きしめるズ
5月4日 ロックンロールベイビーズ2 ～ロック喫茶「メトロポリス＆カントリー」～ ＠新宿紅布 ※THE FOREVERS(中村ガクex.THE MOONLIGHTS)/Merpeoples/ATLANTA/日本マドンナ
6月3日 「redrec 決起集会」＠新宿紅布 ※THE 抱きしめるズ/日本マドンナ
7月17日　AOMORI ROCK FESTIVAL '11 (青コーナー)
12月24日 THE LOBSTER-BLASTERS presents「THE NORIKO FESTIVAL」＠渋谷ラママ ※THE LOBSTER-BLASTERS/日本マドンナ/りょーめー(爆弾ジョニー)/SUNDAYS
2012年
1月6日 「スプートニクラボ新年会 2012-2DAYS」＠新宿紅布 ※THE 抱きしめるズ/日本マドンナ/スカートの中
2013年
1月7日　redrec新年会2013＠新宿紅布　夜のストレンジャーズ / THE 抱きしめるズ / ヘンリーヘンリーズ / MOTOR MUSTANG
2016年
2月14日　わたしのねがいごと。初企画「ちょこっとねがいごと。」＠下北沢Laguna 出演: わたしのねがいごと。,後藤匠,ホノベミナミ,村瀬みなと(ヘンリーヘンリーズ)
9月2日　地球コーラ企画『ロックンロールマンションの住人たち』＠新宿JAM
9月24日　＜LIFE GUARD presents 激情ペレストロイカvol.19＞＠下北沢Daisybar